# Subdivisões do Quirguistão

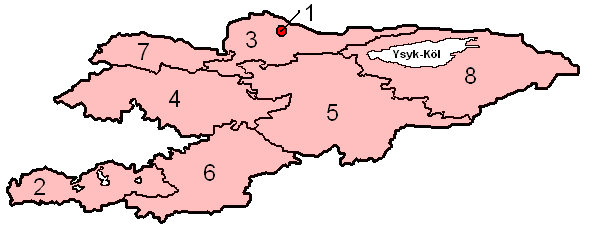
Subdivisões do Quirguistão

O Quirguistão está dividido em sete províncias (область ou oblasty), administradas por governadores nomeados pelo governo central. A capital, Bisqueque é administrativamente uma cidade independente (shaar).
As províncias e a cidade capital são as seguintes:
1. Bisqueque (capital)
2. Batken
3. Chuy
4. Jalal-Abad
5. Naryn
6. Osh
7. Talas
8. Issyk Kul

Cada uma das províncias por seu turno compreende um variado número de distritos (rayon), administrados por funcionários do governo (akim). As comunidades rurais (ayıl ökmötü) consistem em mais de 20 pequenos povoados, que têm os presidentes de câmara e os seus conselhos administrativos.